# Die Andere (Wählergruppe)
Die Andere (Eigenschreibweise DIE aNDERE, ursprünglich Kampagne gegen Wehrpflicht, Zwangsdienste und Militär) ist eine linksalternative Wählergruppe in Potsdam, die seit 1993 in der lokalen Stadtverordnetenversammlung vertreten ist.

## Profil
Die Andere sieht sich „als Teil eines Netzwerkes von Flüchtlingsinitiativen, Umweltverbänden, Studierendengruppen, Kulturprojekten, Bürger*innen- und Stadtteilinitiativen sowie alternativen Wohnprojekten.“
Die Mandatsträger wechseln jährlich (Rotationsprinzip).

## Wahlergebnisse
| Jahr | Stimmen | Prozent | Sitze |
| ---- | ------- | ------- | ----- |
| 1993 | 3 769   | 2,0     | 1/50  |
| 1998 | 5 102   | 2,2     | 1/50  |
| 2003 | 5 991   | 3,9     | 2/50  |
| 2008 | 9 363   | 5,0     | 3/56  |
| 2014 | 14 686  | 7,7     | 4/56  |
| 2019 | 26 754  | 10,3    | 6/56  |
| 2024 | 29 973  | 10,2    | 6/56  |

| Jahr | Kandidat       | Prozent |
| ---- | -------------- | ------- |
| 2010 | Benjamin Bauer | 4,0     |
| 2018 | Lutz Boede     | 11,4    |